# Улица Мамина-Сибиряка (Екатеринбург)
У́лица Ма́мина-Сибиряка́ (до 1920-х годов — Во́дочная улица) расположена между улицами Челюскинцев и Большакова в Центре Екатеринбурга, пересекает территорию Железнодорожного, Кировского, Октябрьского административных районов города. Направлена с севера на юг, общая протяжённость улицы — 4020 м. Современное название было дано улице в честь писателя-уральца Д. Н. Мамина-Сибиряка.

## История и достопримечательности
Застройка Водочной улицы была начата в первой четверти XIX века (отмечена на плане города 1804 года) по восточной линии бывших крепостных сооружений города. Отдельные постройки на улице появились несколько ранее.
В дореволюционном Екатеринбурге начиналась от улицы Северной (современная улица Челюскинцев), проходила по близости от Мельковского пруда (по его восточному берегу), вдоль восточной ограды Харитоновского сада (современный парк Дворца творчества учащихся), далее вдоль восточной границы Дровяной площади (современная Площадь Парижской коммуны), после чего вливалась в Сенную площадь и продолжалась до Расторгуевской площади, выходившей к реке Исеть.
Застройка улицы была преимущественно одноэтажной. На ней были расположены канатная фабрика О. И. Баканина, пивомедоваренный завод Филитц, гранильная мастерская В. И. Ковалёва. На углу улицы и Главного проспекта (современный проспект Ленина) и на участке Дровяной площади близ восточного фасада современной гостиницы «Большой Урал» долгое время действовали два водоразборных колодца. На улице сохранилось несколько старинных зданий, признанных памятниками архитектуры города: усадьба Филитц (архитектор Ю. О. Дютель), «Дом промышленности» (Д. Ф. Фридман).
В советские годы улица застраивалась разноплановыми зданиями, в том числе жилыми домами в «хрущёвском» стиле. Были возведены несколько элитных для того времени жилых домов: дом № 102 (сдан в 1972 году, с 4-комнатными квартирами площадью 102 м², в одной из них проживал первый Президент России Борис Ельцин), № 54 (сдан в 1976 году, для работников Главсредуралстроя) и др.
На 2010 год на улице Мамина-Сибиряка находятся цеха молокозавода № 1, Институт горного дела УрО РАН, отель «Вознесенский», институт «Уралгипроруда», магазин «Академкнига», Свердловское отделение Союза архитекторов, Екатеринбургский муниципальный театр кукол, НИИ Автоматики, Екатеринбургский зоопарк.

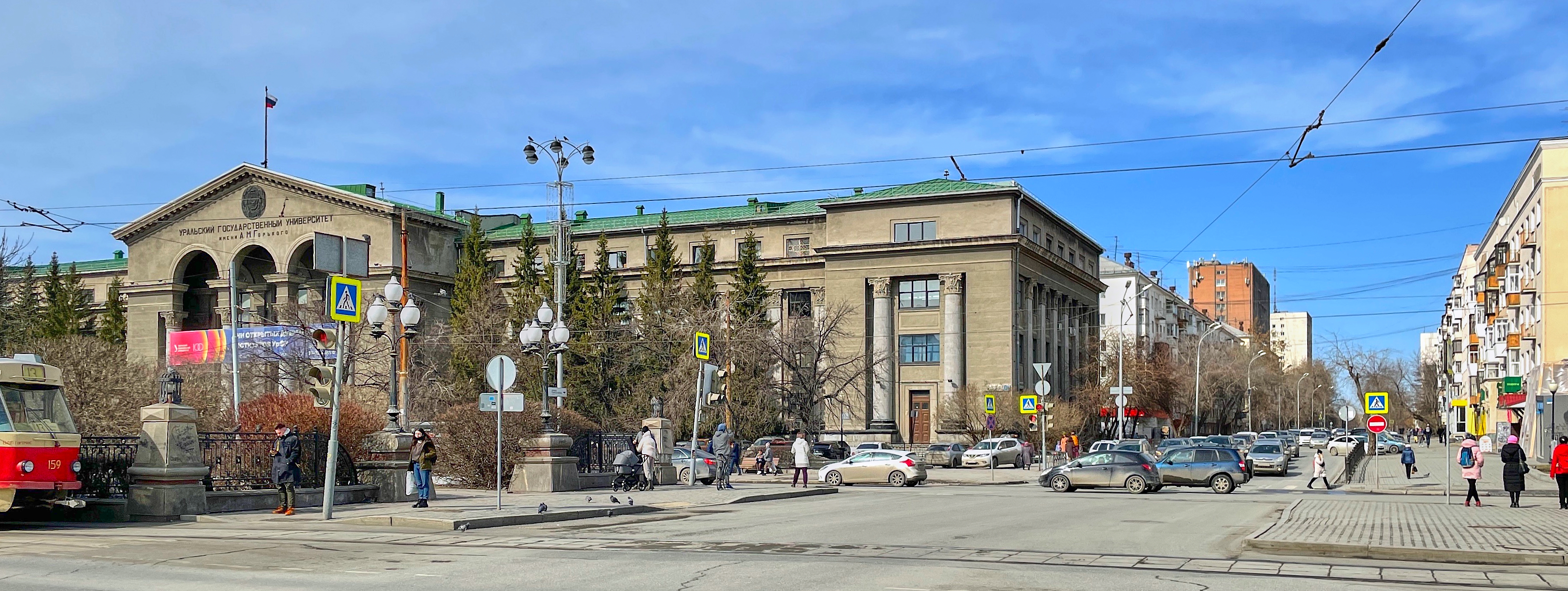
Перекрёсток с проспектом Ленина
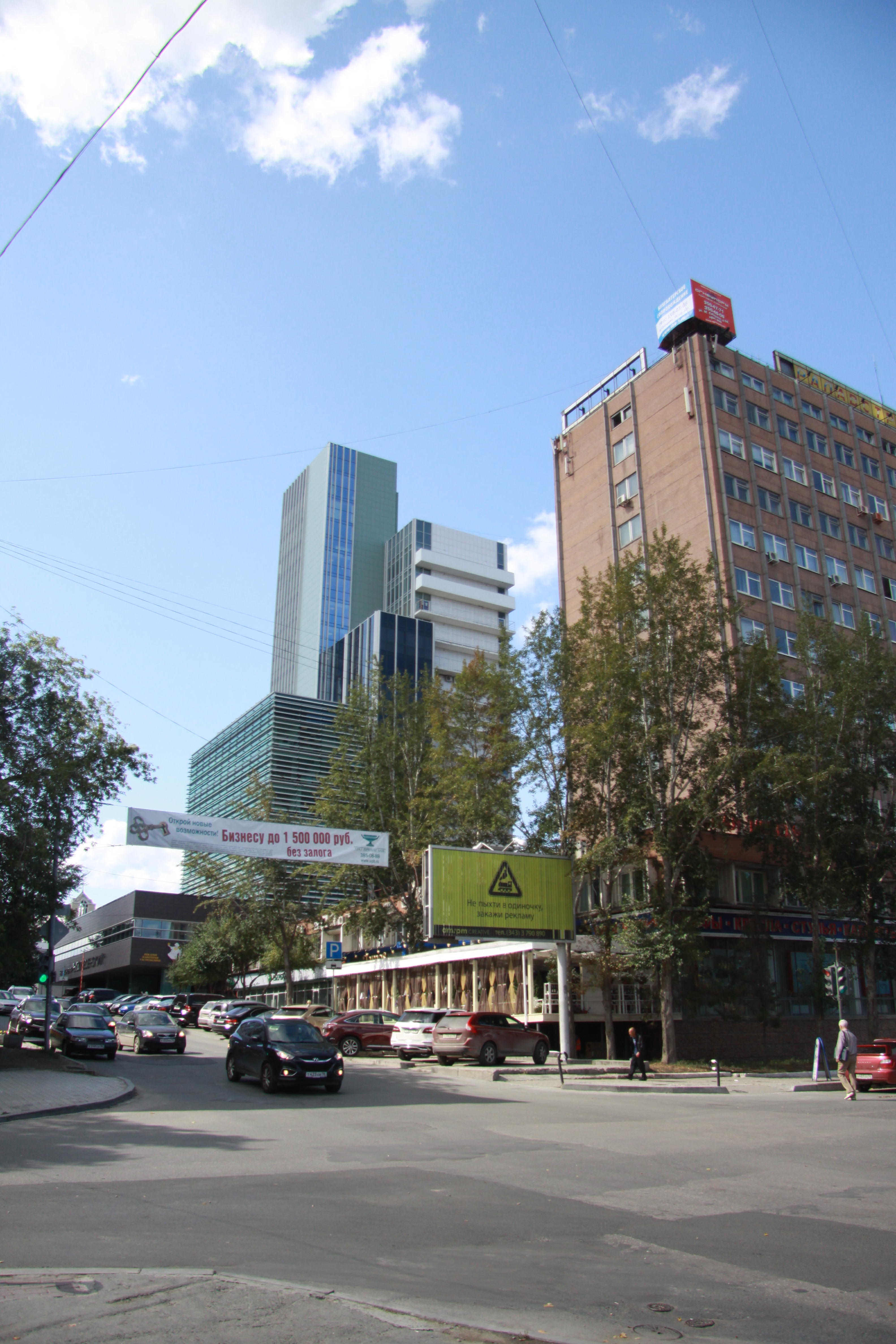
Перекрёсток с улицей Первомайской
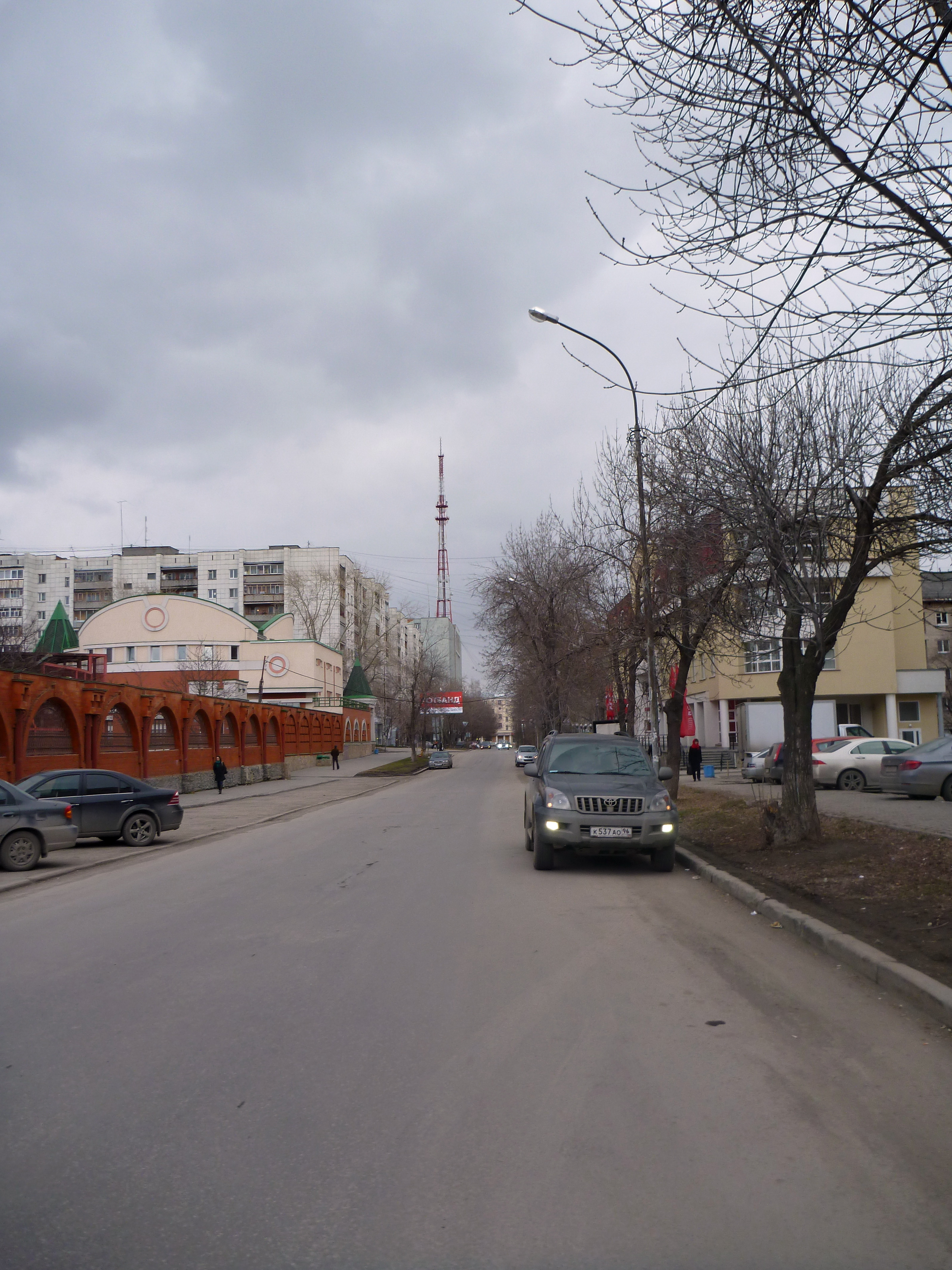
Около зоопарка
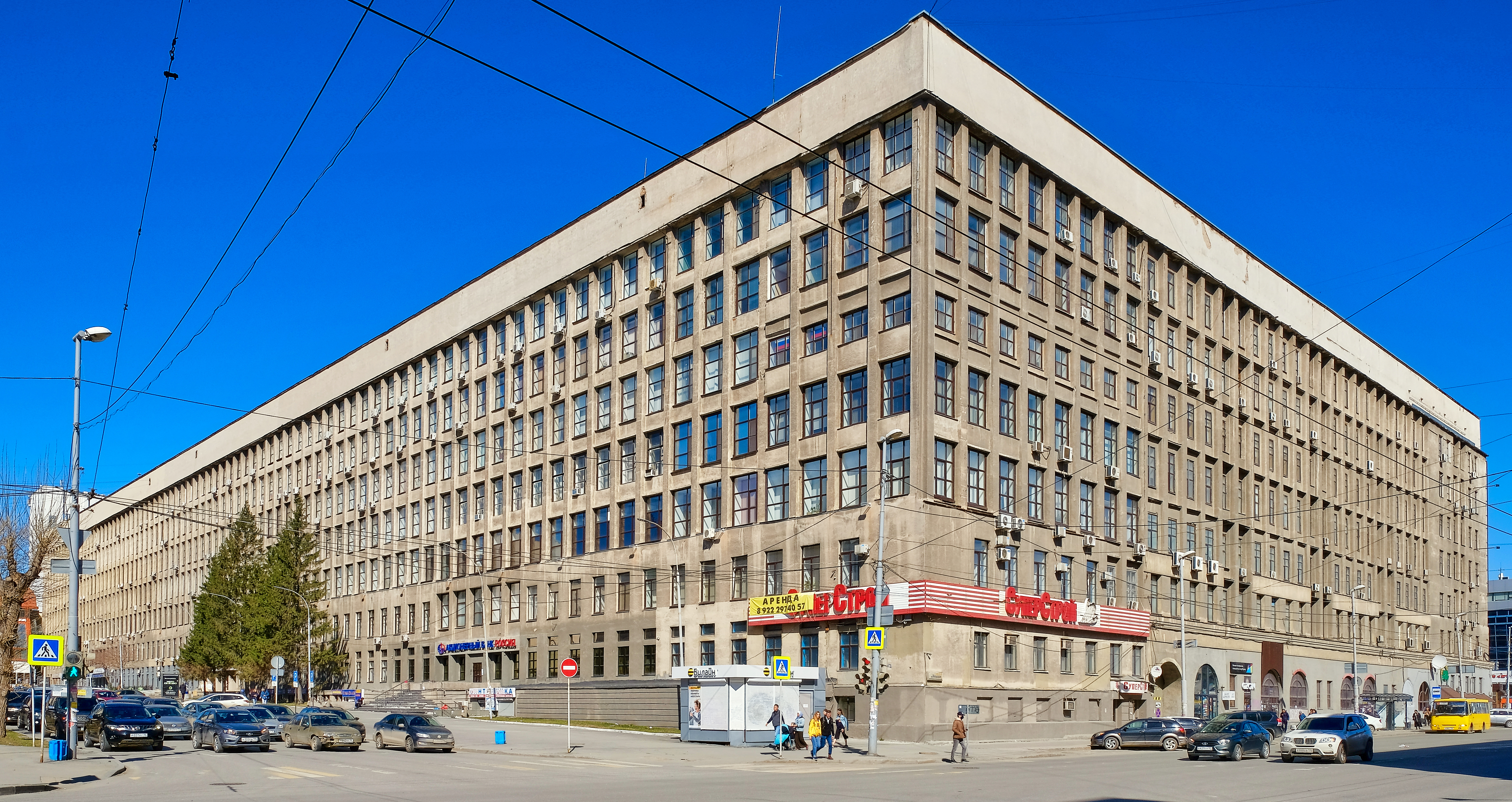
Дом Промышленности на перекрёстке с улицей Малышева
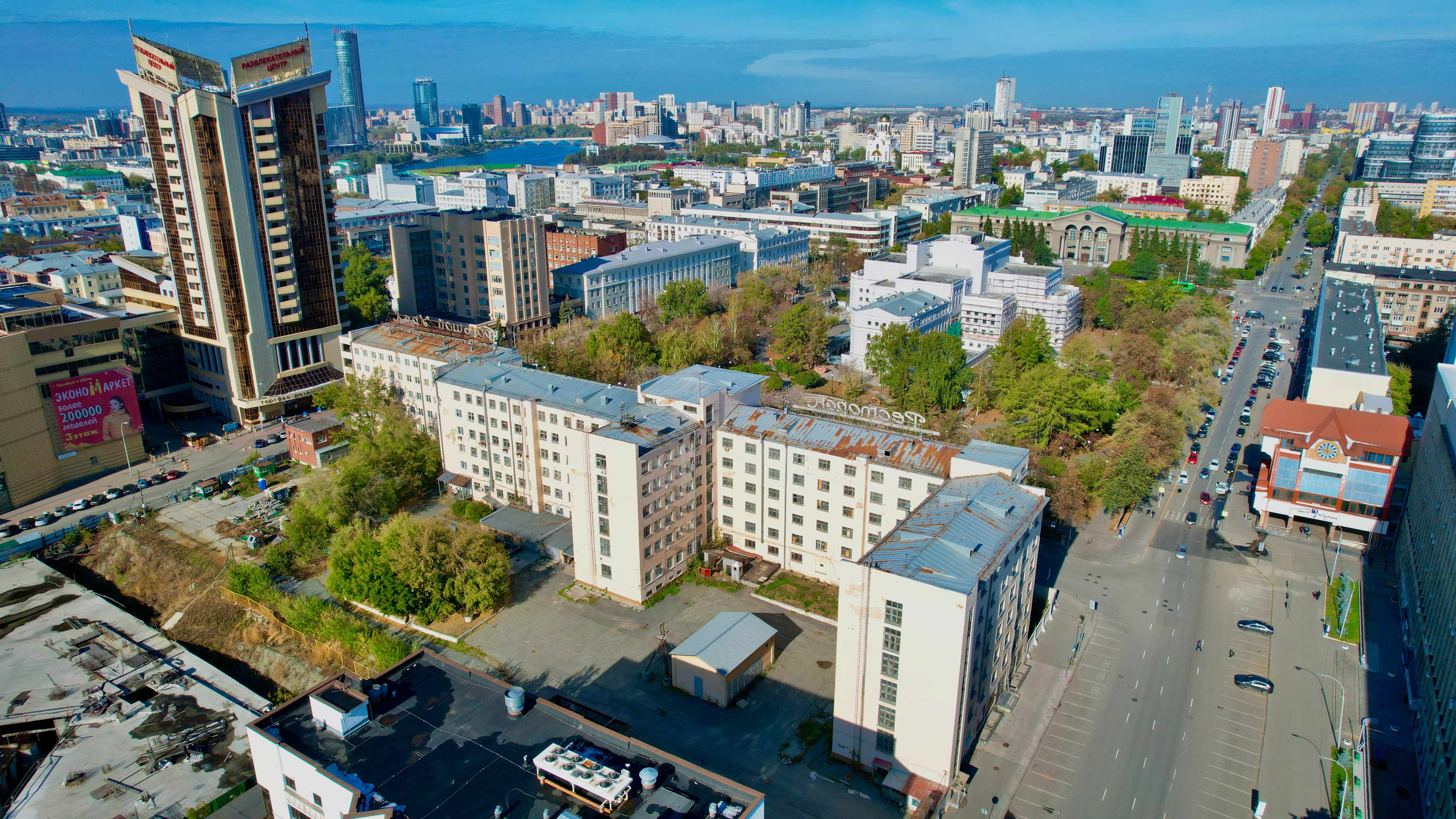
Гостиница Большой Урал